# Stronger (What Doesn’t Kill You)
„Stronger (What Doesn’t Kill You)”, czasami nazywany Stronger lub What Doesn’t Kill You (Stronger) – utwór amerykańskiej pop-rockowej piosenkarki Kelly Clarkson. 17 stycznia 2012 przez wytwórnię RCA utwór został wysłany do stacji radiowych jako drugi singel z piątego albumu Clarkson zatytułowanego Stronger (2011). Twórcami tekstu piosenki są Jörgen Elofsson, Ali Tamposi, David Gamson oraz Greg Kurstin, który zajął się też produkcją utworu. Twórcy pisząc utwór inspirowali się cytatem Friedricha Nietzsche „To co cię nie zabije, to cię wzmocni”.
Odbiór utworu przez krytyków muzycznych był w większości pozytywny. Krytycy chwalili go za chwytliwą melodię i mocny refren, a krytykowali za zbyt dosłowny w niektórych miejscach tekst piosenki. Jeden z nich nazwał utwór hymnem po zakończonym związku.
Singel osiągnął sukces komercyjny w Stanach Zjednoczonych, docierając do szczytu notowania Billboard Hot 100 i będąc tym samym trzecim numerem jeden na tej liście w dorobku Clarkson, po „A Moment Like This” i „My Life Would Suck Without You”. W zestawieniach przygotowanych przez magazyn Billboard singel uplasował się na miejscu pierwszym także na liście Hot Dance Club Songs, Adult Top 40 oraz Pop Songs. Singel dobrze radził sobie także w Europie, gdzie dotarł do pierwszej dziesiątki list przebojów w Danii, Irlandii, Nowej Zelandii, Polsce, Szkocji i Wielkiej Brytanii. Dobra sprzedaż utworu w niektórych krajach spowodowała, że status platynowej płyty singlowi przyznano w Australii i Kanadzie, a złotej w Danii. Do marca 2012 w Stanach Zjednoczonych sprzedano łącznie 2 104 000 cyfrowych kopii singla.
Piosenka przyniosła Kelly Clarkson nominacje do nagrody Grammy 2013 w kategoriach: Nagranie roku, Piosenka roku oraz Najlepsze solowe wykonanie Pop.

## Historia utworu

### Nagrywanie
Tekst piosenki napisał Jörgen Elofsson, Ali Tamposi, David Gamson oraz Greg Kurstin. Elofsson jest też współautorem debiutanckiego singla „A Moment Like This”, który piosenkarka wydała w 2002 roku. Inspiracją do napisania piosenki był cytat Friedricha Nietzsche „To co cię nie zabije, to cię wzmocni”, który pochodzi z jego książki Twilight of the Idols (pol. Zmierzch bożyszcz). Utwór nagrany został w 2011 roku w Echo Recording Studio w Los Angeles.
W wywiadzie dla MTV News, Clarkson wyjawiła, że nie może się doczekać kiedy zaśpiewa utwór na żywo. Jak wyjaśniła:

Mamy już wszystko przećwiczone i sprawiło nam to wiele radości tak jakby był to hymn taneczny. Będzie to trochę jak „Since U Been Gone” z tańczącymi ludźmi, więc nie mogę się tego doczekać.

Według piosenkarki kompozycja podnosi na duchu i doprowadziło to do tego, że nazwała swój piąty album studyjny tytułem Stronger. W wywiadzie dla Digital Spy, Kelly stwierdziła, że utwór jest jedną z jej ulubionych piosenek z nowego albumu, a każdy lubi przesłanie „Co Cię nie zabije to cię wzmocni”. Dodała też, że tekst utworu autentycznie przedstawia jej życie.

### Kompozycja
„Stronger (What Doesn’t Kill You)” jest pop-rockowym utworem trwającym trzy minuty i czterdzieści jeden sekund. Z nut opublikowanych przez Alfred Music Publishing, wynika że utwór ma szybkie tempo, 116. uderzeń na minutę. Utrzymany jest w tonacji a-moll, a wynika to z postępu akordów (Am–F–C-G/B) kiedy wokal Kelly ma rozpiętość dwóch oktaw. Utwór zaczyna się od synth riffu gitary gdy piosenkarka śpiewa pierwszy wers „You know the bed feels warmer / Sleeping here alone”. Jason Lipshutz, recenzent z magazynu Billboard, stwierdził, że riff gitarowy przypomina „Since U Been Gone”, singel Kelly z 2004 roku. Przejścia następnych wersów są w żywym rytmie z użyciem syntezatora i gitar elektrycznych. W refrenie, kiedy piosenkarka śpiewa: „What doesn’t kill you makes you stronger / Stand a little taller / Doesn’t mean I’m lonely when I’m alone” utwór zamienia się w dance-popową kompozycję z perkusją i gitarami elektronicznymi. Tekst utworu opowiada o zerwaniu dziewczyny z byłym chłopakiem, który potem nie daje jej spokoju. Według Clarkson tekst piosenki nie odnosi się do konkretnej osoby:

Nigdy nie zakończyłam źle związku, ale w życiu ważne są kontakty międzyludzkie, więc warto napisać utwór dla osób po jego rozpadzie. Nie chodzi mi tutaj o zwykły flirt, ale prawdziwą miłość.

### Wydanie
Po powrocie Clarkson z wakacji z Tahiti w lipcu 2011 niektóre utwory z nowego albumu wyciekły do internetu, a wśród nich był „Stronger (What Doesn’t Kill You)”. Wyciek nowych utworów spowodował, że piosenkarka poczuła się fizycznie okradziona. 5 października, trzy tygodnie przed wydaniem nowego albumu utwór zyskał uznanie krytyków. W grudniu akustyczna wersja utworu pojawiła się na drugim minialbumie Clarkson iTunes Session. 17 stycznia 2012 roku kompozycja została wysłana do amerykańskiego radia Top 40/Mainstream jako drugi singel z albumu Stronger.

### Recenzje
Utwór otrzymał w większości pozytywne recenzje od krytyków. Scott Shetler z PopCrush przyznał mu cztery na pięć możliwych do zdobycia gwiazdek za jej wykonanie i przekaz. Jason Scott z Blogcritics stwierdził, że jej wokal w „Stronger (What Doesn’t Kill You)” jest najlepszy i najmodniejszy ze wszystkich nowych utworów z albumu Stonger. Także Elizabeth Lancaster z MTV Newsroom uznała go za jeden z pięciu najważniejszych utworów z nowej płyty Clarkson. Jenna Hally Rubenstein, recenzentka MTV Buzzworthy, porównała utwór do innego singla Clarkson „Since U Been Gone” i stwierdziła, że podobnie jak tamten singel stanie się utworem radiowym. Grady Smith z Entertainment Weekly napisał w swojej recenzji, że utwór powinien zadowolić miłośników pop-rockowych dźwięków. Dodał też, że Clarkson mogła postąpić lepiej wydając Stronger (What Doesn’t Kill You) jako pierwszy singel. Magazyn umieścił go także w rankingu dziesięciu najlepszych utworów z 2011 roku. Kolejna pozytywna recenzja pochodziła od Glenna Gamboa z Newsday, który pochwalił Kelly za napełnienie swoich historii o nieudanym związku wyjątkową wrażliwością. Recenzent About.com, Bill Lamb, chwalił produkcję utworu, pisząc: „Nie przegap tej piosenki. Jest to jeden z najsilniejszych utworów Kelly Clarkson z grą słowną”. Przeciwny punkt widzenia przedstawił Jonathan Keefe ze Slant Magazine pisząc, że piosenka jest dostosowana do konkretnego słuchowiska radiowego, a chłodny electro-pop stworzony przez Grega Kurstina doprowadził, że utwór podobny jest do singla „Call Your Girlfriend” szwedzkiej piosenkarki Robyn. Chris Willman z Reutersa skrytykował tekst piosenki pisząc, że „Nie szkodzi, że utwór jest tytularnym zwrotem. Dla zabawy wystarczy zobaczyć klipy wideo w YouTube, gdzie jakiś dowcipniś zrobił składankę 30 zapożyczonych piosenek. „Stronger (What Doesn’t Kill You)” jest lirycznym chwytakiem”. Recenzent Kevin Ritchie z NOW Magazine podkreślił, że tekst jest banalny, a sprawia to, że jest to element stały dla piosenek pop. Robert Copsey z Digital Spy przyznał utworowi cztery gwiazdki na pięć możliwych, pisząc „Przesłania jej utworów mogą być uważane już za zużyte i niemal banalnie, ale ona nadal potrafi udowodnić że, to nie wszystko co ma do zaprezentowania”.

### Pozycje na listach
Tydzień po wydaniu nowego albumu piosenkarki utwór zadebiutował na liście Billboard Hot 100 na miejscu 64. Trzy tygodnie później piosenka ponownie weszła do Billboard Hot 100 na 99. pozycję. Po występie Clarkson w programie Saturday Night Live utwór ponownie był notowany na amerykańskiej liście, na 58. pozycji. Tydzień później utwór wspiął się na 21. miejsce, a także zadebiutował na miejscu 38. na liście Adult Top 30, w Hot Dance Club Songs na czterdziestej pozycji oraz w Pop Songs na 30. W następnym tygodniu utwór wskoczył na ósmą pozycję Billboard Hot 100 i tym samym stał się dziesiątym singlem piosenkarki w pierwszej dziesiątce notowania. Pokonał także poprzedni singel „Mr. Know It All”, który notowany był najwyżej na dziesiątym miejscu. W szóstym tygodniu 225-tysięczna cyfrowa sprzedaż spowodowała, że singel przesunął się na drugą pozycję. Natomiast w siódmym tygodniu dotarł do szczytu notowania Billboard Hot 100, sprzedając się w 237 000 cyfrowych kopii. Tym samym „Stronger (What Doesn’t Kill You)” stał się trzecim numerem jeden piosenkarki w Stanach Zjednoczonych, po „A Moment Like This” i „My Life Would Suck Without You”. Po dwóch tygodniach spędzonych na pozycji pierwszej singel spadł na czwarte miejsce. W tym samym tygodniu stał się pierwszą piosenką Clarkson w Hot Dance Club Songs. Dzięki temu Clarkson stała się pierwszą artystką, której singel numer jeden w Hot 100, był także notowany na podium w innych listach sporządzanych przez Billboard. W następnym tygodniu singel znów trafił na szczyt notowania Billboard Hot 100, pokonując singel Katy Perry „Part of Me”. Trzeci tydzień na pierwszym miejscu na liście Billboard Hot 100 spowodował, że piosenkarka stała się najdłużej panującym idolem w historii trwania tego programu. 20 marca „Stronger (What Doesn’t Kill You)”, docierając do pierwszej pozycji w Pop Songs, stał się czwartym numerem jeden Kelly na tej liście przebojów.
Na arenie międzynarodowej singel odniósł także spory sukces komercyjny. W ARIA Charts pojawił się 11 grudnia 2011 roku na 44. pozycji. Łącznie spędził tam piętnaście tygodni, docierając najwyżej do osiemnastego miejsca. W tym samym czasie singel zadebiutował w Nowej Zelandii i od tego czasu notowany był na czwartym miejscu. Tym samym singel stał się najwyżej notowanym singlem w karierze piosenkarki. 12 grudnia utwór zadebiutował w Kanadzie na 64. miejscu. 10 marca dotarł do trzeciego miejsca na liście Canadian Hot 100 i stał się tym samym drugim najwyżej notowanym singlem Clarkson w kanadyjskim notowaniu. W Wielkiej Brytanii zadebiutował 15 stycznia 2012 roku na 21. miejscu na liście UK Singles Chart. Po kilku tygodniach przesunął się na ósmą pozycję. Singel uplasował się w pierwszej dziesiątce w Szkocji, Irlandii oraz w Danii. W Polsce singel po kilku tygodniach dotarł do szczytu listy najczęściej emitowanych utworów w polskich stacjach radiowych.

### Teledysk
21 listopada 2011 roku, Kelly poinformowała na swojej oficjalnej stronie, że pragnie dodać flash mob do swojego nowego teledysku. Jak napisała:

Jestem na planie mojego nowego teledysku do utworu „Stronger (What Doesn’t Kill You)” i chciałabym, żeby wszyscy przyłączyli się do mnie robiąc globalny flash mob. Zapoznaj się z filmikiem poniżej. Następnie naucz się poniższej choreografii, uzyskaj dostęp do kamery wideo i gotowy nagraj siebie i swoich przyjaciół tańczących w wyjątkowym miejscu, pokazując gdzie znajdujesz się na świecie. Prześlij swój filmik korzystając z formularza poniżej, a być może zobaczysz go w moim teledysku. Nie mogę doczekać się, aby zobaczyć twój klip. Pamiętaj, aby być kreatywnym, ale zrobić to w bezpiecznym i legalnym miejscu. Dziękuję za udział. Buziaki, Kelly.

Teledysk miał swoją premierę 14 grudnia na VEVO. Został on wyreżyserowany przez Shane’a Drake, który współpracował wcześniej z takimi artystami, jak Paramore, Flo Rida i Fall Out Boy. Wideo rozpoczyna się sceną, kiedy Clarkson ogląda na monitorach klipy ludzi tańczących do jej utworu, a następnie śpiewa wraz ze swoim zespołem. Sceny pokazywane są w różnych miejscach i przedstawiają kilkadziesiąt fanów piosenkarki. W scenie finałowej teledysku Kelly przychodzi na plac, w którym tłum zebranych ludzi tworzy flash mob. Na koniec tłum rozchodzi się w różnych kierunkach.
Teledysk, podobnie jak sam utwór, został dobrze przyjęty przez krytykę. Jeszcze przed wydaniem teledysku Jenna Halley Rubenstein, recenzentka MTV Buzzworthy przewidziała, że wideo ze względu na temat utworu będzie przedstawiać kobiety, który triumfują po zerwanym związku jako hołd dla bycia samowystarczalnym. The Vancouver Sun zinterpretował teledysk jako jeden z tych, które poprzez taniec przedstawiają siłę, wytrzymałość i zdolność do radzenia sobie po przeżyciu urazu. Recenzent Rand Duren z The Dallas Morning News stwierdził, że muzyka w teledysku przypomina „Since U Been Gone” i wspaniale było zobaczyć tańczącą Clarkson w swoim teledysku. Jessica Sager z magazynu PopCrush pochwaliła jej nowy teledysk za „zaskakująco zabawne ruchy Kelly”. Również tą samą scenę pochwalił Robbie Daw z Idolator i dodał, że jego ulubionym klipem było wideo dziewczyn, które robią ruchy podwodne wokół pływających obok nich ryb. Trent Maynard z kanału 4Music ocenił pozytywnie teledysk za odpowiednio dopasowany do niego wygląd piosenkarki. Bill Lamb, recenzent z About.com stwierdził, że z pewnością na planie teledysku była dobra zabawa, natomiast Contessa Gayles ze strony aol.com napisała, że dobrze się stało, że teledysk powstał, bo był potrzebny utworowi.
Na początku 2014 roku teledysk otrzymał certyfikat Vevo za ponad 100 milionów wyświetleń.

### Promocja

#### Występy na żywo
„Stronger (What Doesn’t Kill You)” został zagrany na żywo po raz pierwszy 19 października 2011 w The Troubadour w Los Angeles, gdzie piosenkarka promowała swój nowy album. 9 listopada wykonała utwór na corocznym koncercie Z100's Jingle Ball w Madison Square Garden. Kelly zaśpiewała też tę piosenkę w audycji VH1 Unplugged: Kelly Clarkson, która miała swoją premierę 17 listopada w internecie. Pierwsze telewizyjne wykonanie tego utworu miało miejsce 23 listopada w amerykańskim programie The X Factor. W grudniu zagrała też ją na VH1 Divas. 7 stycznia 2012 na scenie Saturday Night Live promowała swój najnowszy album, wykonując tam dwa single z płyty. Kelly wielokrotnie wykonywała ten singel podczas swojej czwartej trasy koncertowej Stronger Tour.

#### Użycie w mediach
Singel wykorzystany został w reklamie Toyoty Camry, w której Clarkson wystąpiła u boku Chrisa Bermana, Andrew Zimmern oraz Jamesa Liptona. „Stronger (What Doesn’t Kill You)” wykonany został przez Amber Riley, Naya Rivera oraz Heather Morris w odcinku „On My Way” amerykańskiego serialu Glee. Ich cover notowany był na 66 miejscu na liście Billboard Hot 100. 26 lutego 2012 roku Chemmy Alcott wraz z Seanem Rice’em wykonali taniec na lodzie do tej piosenki w brytyjskiej edycji Gwiazdy tańczą na lodzie.

## Lista utworów
| - Digital download 1. „Stronger (What Doesn’t Kill You)” – 3:42 2. „Stronger (What Doesn’t Kill You)” (Nicky Romero Radio Mix) – 3:40 3. „Mr. Know It All” (Billionaire Remix) – 3:12 4. „Mr. Know It All” (DJ Kue Remix) – 3:56 - Stronger (What Doesn’t Kill You) The Remixes 1. „Stronger (What Doesn’t Kill You)” (Nicky Romero Club Mix) – 5:52 2. „Stronger (What Doesn’t Kill You)” (Project 46 Remix) – 5:10 3. „Stronger (What Doesn’t Kill You)” (Promise Land Remix) – 6:34 4. „Stronger (What Doesn’t Kill You)” (Genetix Remix) – 4:40 5. „Stronger (What Doesn’t Kill You)” (Papercha$er Remix) – 6:56 6. „Stronger (What Doesn’t Kill You)” (Futurecop Club Remix) – 5:01 7. „Stronger (What Doesn’t Kill You)” (7th Heaven Club Mix) – 7:28 8. „Stronger (What Doesn’t Kill You)” (Hotline’s Miami Vice Club Remix) – 5:48 | - Digital download EP 1. „Stronger (What Doesn’t Kill You)” – 3:42 2. „Stronger (What Doesn’t Kill You)” (Nicky Romero Radio Mix) – 3:40 3. „Stronger (What Doesn’t Kill You)” (Project 46 Radio Edit) – 3:25 4. „Stronger (What Doesn’t Kill You)” (Promise Land Radio Edit) – 3:19 5. „Mr. Know It All” (Billionaire Remix) – 3:12 6. „Mr. Know It All” (DJ Kue Remix) – 5:36 |

## Notowania
| Kraj              | Lista                   | Pozycja | Status             |
| ----------------- | ----------------------- | ------- | ------------------ |
| Australia         | ARIA                    | 18      | 2× platynowa płyta |
| Austria           | Ö3 Austria Top 40       | 19      | złota płyta        |
| Belgia (Flandia)  | Ultratop 50             | 25      | –                  |
| Belgia (Wallonia) | Ultratip 40             | 1       | –                  |
| Czechy            | IFPI                    | 4       | –                  |
| Dania             | Tracklisten             | 8       | platynowa płyta    |
| Dania             | Airplay Tracklisten     | 1       | platynowa płyta    |
| Finlandia         | Suomen virallinen lista | 10      | –                  |
| Francja           | SNEP                    | 20      | –                  |
| Hiszpania         | PROMUSICAE              | 9       | –                  |
| Holandia          | Single Top 100          | 59      | –                  |
| Irlandia          | Irish Singles Chart     | 4       | –                  |
| Kanada            | Canadian Hot 100        | 3       | platynowa płyta    |
| Korea Południowa  | Gaon Chart              | 22      | –                  |
| Niemcy            | Media Control Charts    | 27      | –                  |
| Norwegia          | VG-Lista                | 17      | złota płyta        |
| Nowa Zelandia     | RIANZ                   | 4       | platynowa płyta    |
| Polska            | Polish Airplay Chart    | 1       | –                  |
| Słowacja          | IFPI                    | 1       | –                  |
| Stany Zjednoczone | Billboard Hot 100       | 1       | 4x platynowa płyta |
| Stany Zjednoczone | Adult Pop Songs         | 1       | 4x platynowa płyta |
| Stany Zjednoczone | Adult Contemporary      | 1       | 4x platynowa płyta |
| Stany Zjednoczone | Pop Songs               | 1       | 4x platynowa płyta |
| Stany Zjednoczone | Hot Dance Club Songs    | 1       | 4x platynowa płyta |
| Stany Zjednoczone | Latin Songs             | 45      | 4x platynowa płyta |
| Szkocja           | Official Charts Company | 4       | –                  |
| Szwajcaria        | Schweizer Hitparade     | 18      | –                  |
| Szwecja           | Sverigetopplistan       | 30      | platynowa płyta    |
| Węgry             | Rádiós Top 40           | 4       | –                  |
| Węgry             | Single Top 10           | 6       | –                  |
| Wielka Brytania   | UK Singles Chart        | 8       | złota płyta        |